# Писарщина (Кременчугский район)
Писарщина (укр. Писарщина) — село,
Майбородовский сельский совет,
Кременчугский район,
Полтавская область,
Украина.
Код КОАТУУ — 5322482203. Население по переписи 2001 года составляло 231 человек.

## Географическое положение
Село Писарщина находится на берегах реки Сухой Омельник,
выше по течению на расстоянии в 2 км расположено село Майбородовка,
ниже по течению примыкает село Пустовиты.

## История
Есть на карте 1812 года.
В 1862 году в деревне владельческой Писарщина было 69 дворов где проживало 409 человек.
В 1911 году в деревне Писарщина была земская школа и жило 655 человек.